# أدولف سترومبل
اسمه الكامل أدولف فون سترومبل (بالألمانية: Adolf von Strümpell) هو طبيب وعالم أعصاب ألماني من مواليد 29 يونيو 1853 في كورلاند.

## النشأة والتعليم
ولد سترومبل بحلول 29 يونيو 1853
في نيو أوتز التابعة لمقاطعة كورلاند (حاليا جوناوس، جمهورية لاتفيا)، والده كان هو الفيلسوف الألماني لودفيج سترومبل (1812-1899).
درس سترومبل في البداية الفلسفة وعلم النفس في جامعة تشارلز في براغ، لكنه سرعان ما تحول إلى دراسة الطب في دوربت ولايبزيغ. بحلول سنة 1875 تحصل سترومبل أخيرا على شهادة الدكتوراه في الطب من جامعة لايبتزغ، أين كان تحت إشراف كارل ندرلنج (1877-1815)، كارل تيرش (1895-1822)، وكارل لودفيغ (1895-1816).

## الحياة المهنية والأبحاث
شغل سترومبل بحلول سنة 1883 منصب أستاذ مشا ك في لايبزيغ، كما شغل في وقت لاحق بين سنتي 1886 و1903، منصب أستاذ كامل في جامعة إيرلانغن. شغل بعد ذلك منصب أستاذ في جامعات بريسلاو (انطلاقا من سنة 1903) وفيينا (انطلاقا من سنة 1909) ولايبزيغ (انطلاقا من سنو 1910)، حيث عين في سنة 1915 كرئيس للجامعة.
يرجع الفضل لسترومبل إلى جانب طبيب الأعصاب الفرنسي بيير ماري في تحديد وتشخيص تشوه العمود الفقري الذي كان يعرف باسم مرض ماري-سترومبل (التهاب الفقار القسطي). إلى جانب الطبيب الفرنسي موريس لورين، ساهم سترومبل أيضا في اكتشاف ووصف مرض الشلل النصفي التشنجي الوراثي، الذي يسمى أيضا باسم مرض سترومبل-لورين.
نشر سترومبل بحلول سنة 1884 كتابا عن الطب الباطني اعتمد على تجاربه. اعتبار هذا المنشور، وهو "Lehrbuch der speziellen Pathologie und Therapie der inneren Krankheiten" (دليل الأمراض الخاصة وعلاج الأمراض الداخلية)، ككتيب دراسي مؤكد للطب الباطني في ألمانيا. وتم نشره في أكثر من ثلاثين طبعة وترجم إلى عدة لغات، من بينها اللغة الإنجليزية في سنة 1887.
شملت بحوث سترومبل الموسعة الأخرى أيضا التابس الظهري، وأمراض النخاع الشوكي، وشلل الأطفال، وضخامة الأطراف، بالإضافة إلى ضمور العضلات التدريجي.
نشرت معظم مقالاته في المجلة الألمانية لعلم الأعصاب (بالألمانية: Deutsche Zeitschrift für Nervenheilkunde)، التي شارك فيها في النشر مع ويلهلم هاينريش إيرب (1921-1840)، وفريدريك شولتز (1934-1848)، ودوفويج ليشخت (1928-1845).